# Naos (Griekse tempel)

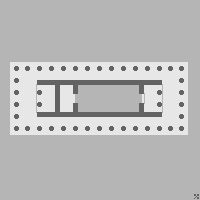
Naos van een peripteros.

De naos (Oudgrieks: ναός) is het heilige der heiligen in de Griekse tempel. Het werd in de Klassieke Periode vaak voorafgegaan door een pronaos. In de naos stond het cultusbeeld van de godheid. De naos en pronaos werden bij de meeste tempels aan alle kanten door zuilen omgeven (de zogenaamde peripteros). Het heiligdom zelf stond op een van de buitenwereld afgegrensd domein temenos, waarin geen profane gebouwen mochten worden opgetrokken.

## Zie ook

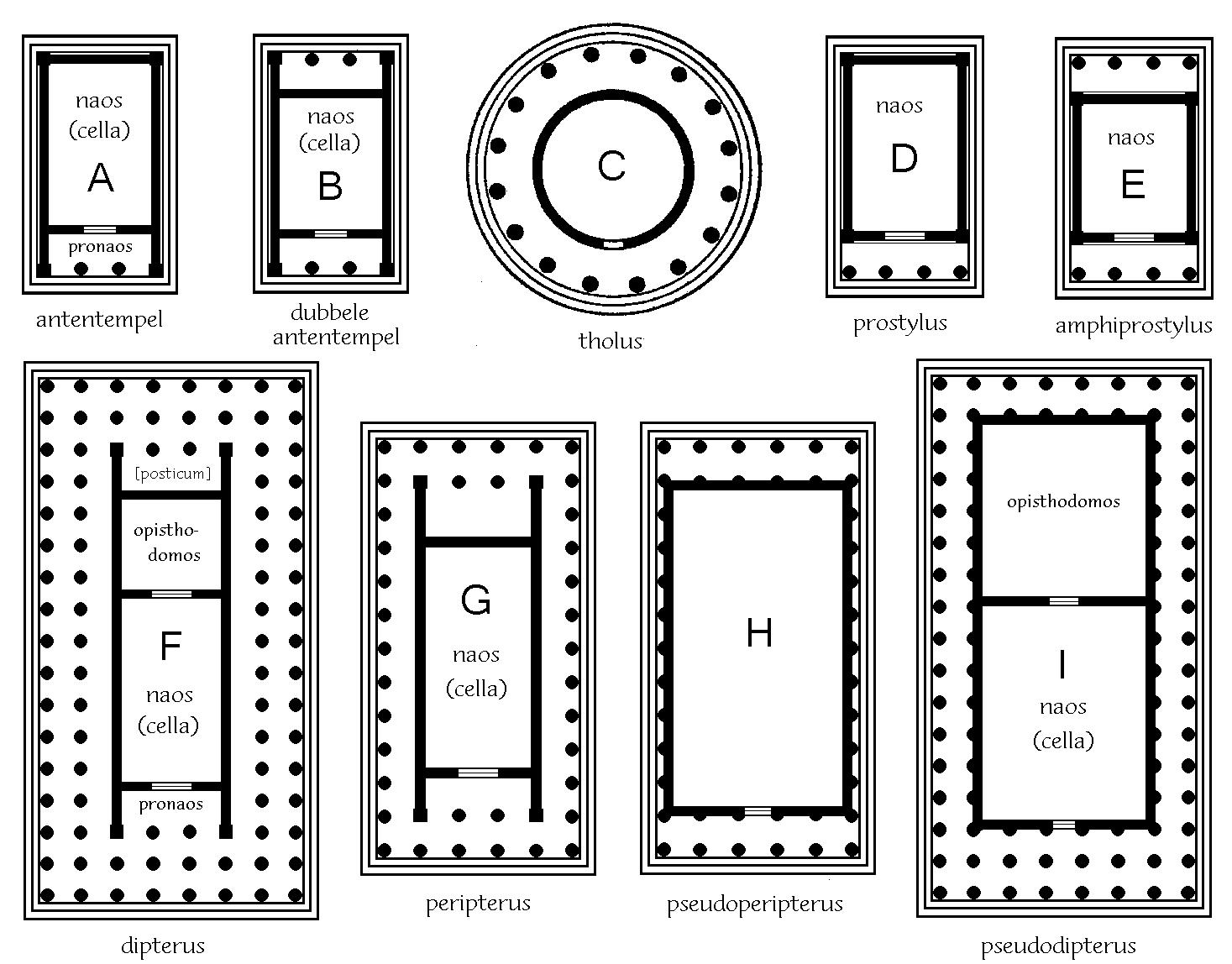
Verschillende vormen van een Griekse tempel.